# Lijst (schilderkunst)

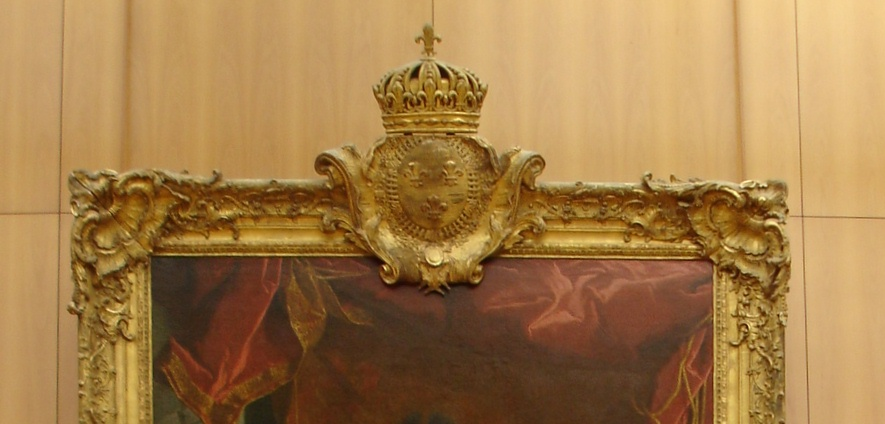
Een lijst in barokstijl

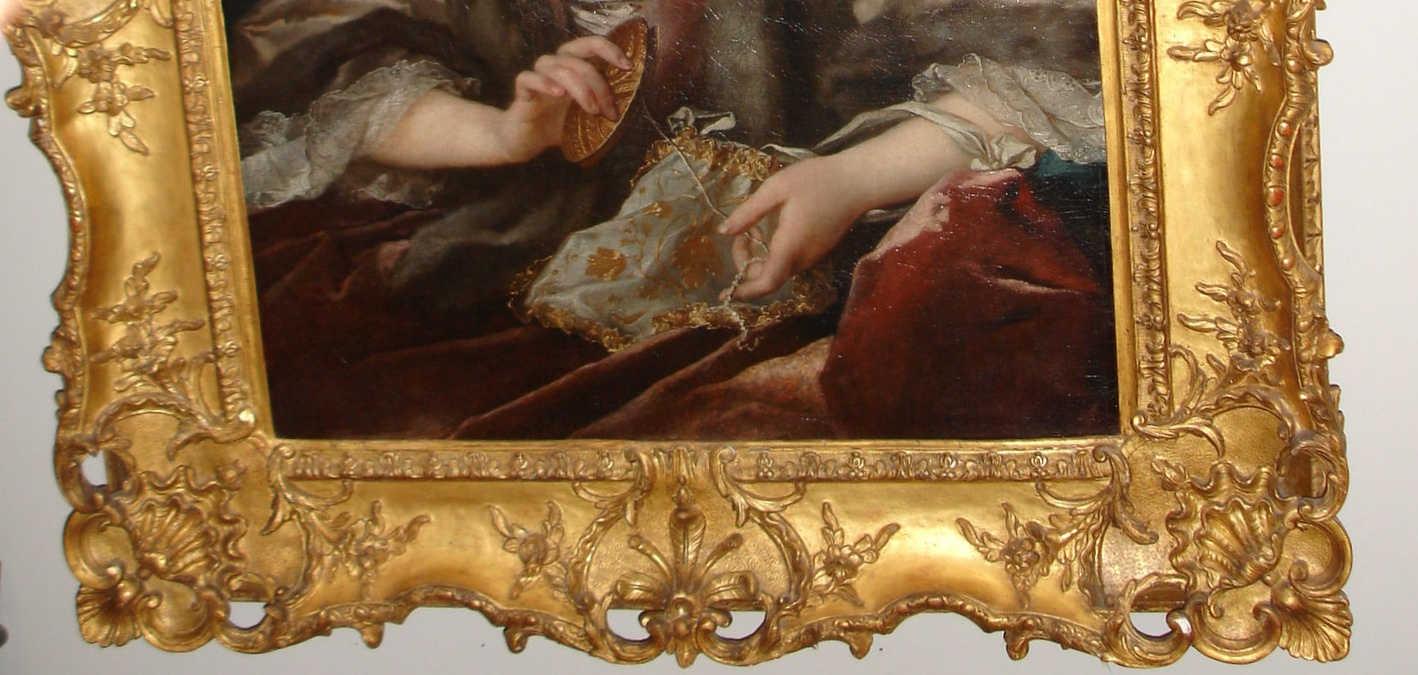
Een vergulde opengewerkte lijst

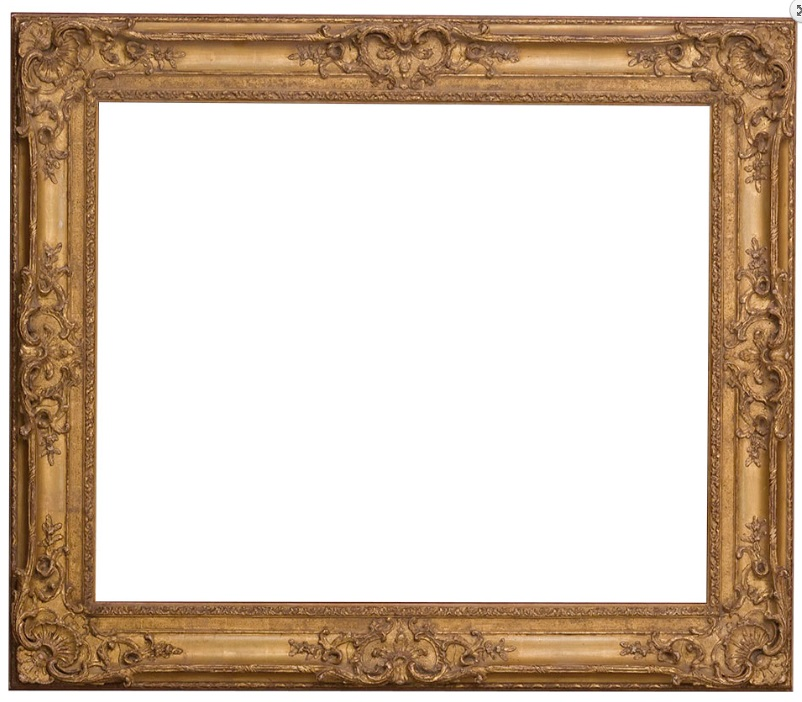
Een lijst in Lodewijk XV-stijl

Een lijst (soms ook kader genoemd) is in de schilderkunst een (meestal rechthoekig) frame waarin een schilderij wordt bevestigd. In vroeger tijden was het maken van lijsten een vak apart en soms was de schilderijlijst nog indrukwekkender dan de schildering zelf. 
De functie van een lijst is het beschermen van het schilderij. Tevens levert het extra stevigheid aan het soms iele raamwerk van spielatten dat het doek opgespannen houdt. Ook heeft het kader een beeldende functie, aangezien sommige compositorische zaken beter tot hun recht komen als er een lijst omheen zit. Bovendien wordt het over het algemeen als mooi ervaren om een lijst om een schilderij te hebben omdat onafgewerkte zijkanten afgedekt worden, evenals de omslagplooien bij de hoeken van het doek. Ook schilderijen op hout of koper zijn vaak ingelijst. Bij schilderwerken op hout (panelen) werd het paneel vaak tegelijk met de lijst vervaardigd en vervolgens samen beschilderd.

## Geschiedenis
Lijsten werden in de loop der eeuwen aangepast aan de mode. Rond de 13e eeuw werden fresco's voorzien van geschilderde banden als een soort omlijsting, en dat zette zich voort bij de eerste op paneel geschilderde voorstellingen waar de vaak iets verhoogde randen als een omlijsting werkte. Gedurende de 14e eeuw ontwikkelde de omlijsting zich tot een architectonisch beeldhouwwerk, op dezelfde wijze bewerkt als het paneel, veelal als altaarstuk of retabel. Daardoor was het moeilijk te zien waar het schilderij eindigde en de lijst begon.  
In de 15e eeuw verdwijnt het architectonische karakter ten voordele van gladde vergulde en beschilderde profiellijsten. Naast eenvoudige houten lijsten ontstonden in de 16e eeuw vergulde lijsten die uit hout of gemodelleerd met gips. De hoeken van de lijst werden geaccentueerd bv. met rozetten. Lijstenmakers vermengden vaak een hoeveel pigment met transparante lijm om de glas van het goud minder fel te maken zodat het geheel eerder naar de antieke oudheid neigde.  
De dominerende rol van Italië werd in de 17e eeuw  verlegd naar Frankrijk. Er ontstaan typische stijlen als Louis XIII-lijsten, gekenmerkt door doorlopende ornamenten en Lodewijk XIV (Louis XIV), waar de doorlopende ornamenten onderbroken worden door hoeken en middels. In de noordelijke Nederlanden zijn de meest bekende Hollandse lijsten de strakke baklijsten met materialen afkomstig uit de kolonies (ebbenhout en zebra) en de uitbundige Lutma-lijsten gedecoreerd met florale motieven. Andere versieringen verwezen naar de functie van de persoon om het schilderij bijvoorbeeld bij kapiteins van de Vereenigde Oostindische Compagnie (VOC). Tijdens de 18e eeuw worden de profielen dieper, met alleen hoeken en middens. Deze stijlvorm ontwikkelde zich door in de periode Lodewijk V (Louis XV) tot de zo kenmerkende rococostijl: druk maar elegant, met vloeiende lijnen en opengewerkte ornamenten. In een reactie hierop volgt het neoclassicisme (eind van de 18e eeuw) met strakkere en simpeler profielen, sober versierd met parel- en lintmotieven, soms extra voorzien van guirlandes op boven- en zijkanten. In de 19e eeuw verandert de stijl in empire. Waar tot nu toe de meeste lijsten hout gestoken waren worden vanaf nu ook de eerste lijsten gemaakt door paté (een mengsel van beenderlijm, papier en krijt) te drukken in mallen. Deze techniek werkte sneller dan houtsnijden, en dat was nodig want Napoleon dicteerde dat alle schilderijen in het Louvre opnieuw van lijsten in de empirestijl (1804–1815) moesten worden voorzien.  
Het wordt mogelijk om een soort van massaproductie toe te passen en het vak van lijsten maken krijgt een ander karakter. Avant-gardistische kunstenaars van rond 1900 keerden zich tegen het gebruik van zware en pompeuze lijsten. De lijst was een versiering geworden die met het kunstwerk om aandacht streed en de rijke burgerij zag de lijst met het schilderij erin meer als versiering van hun interieur dan als kunstwerk. Na de Tweede Wereldoorlog verwijderde de Amsterdamse museumdirecteur jhr. Willem Sandberg de lijsten van veel van de in het Stedelijk Museum tentoongestelde werken en verving ze door uniforme lijsten, die de aandacht niet van de schilderijen af zouden leiden. Pas na de tentoonstelling "Prijst de lijst" in het Amsterdamse Rijksmuseum werd er weer meer aandacht aan lijsten besteed. Het inzicht groeide dat een door de kunstenaar uitgezochte lijst niet van een schilderij gescheiden mocht worden. Kunsthistorici kregen ook meer aandacht voor de lijst als kunstwerk of voortbrengsel van kunstnijverheid.
Veel hedendaagse kunst wordt niet meer in lijsten gepresenteerd omdat de esthetische functie van een lijst door veel kunstschilders verworpen wordt en de doeken beter tot hun recht zouden komen zonder lijst. Ook bij doeken met lijst is deze meestal van bescheiden afmetingen vergeleken met de vergulde lijsten uit de barok. 

## Soorten
De meest voorkomende lijst in de Italiaanse stijl (1570–1700) is de Cassettalijst; bestaande uit een platte tussenband, veelal versierd met schilderingen of cicelering en/of sgraffito met opstaande sierlijsten en een doorlopende reeks renaissance motieven van krullende of golvende bladeren, pilasters, ei-vormen. Deze werden aangebracht d.m.v. de pastiglia en gesso techniek. In de Nederlanden werd de cassettalijst in de 16e eeuw belegd met getinte schildpad of ingelegd met ivoorwerk of met de hand geschilderd. Dit werd beschouwd als luxeproducten. Tijdens het maniërisme zal de perfecte symmetrie van de lijst verlaten worden: het gebroken pediment werd een geliefde versiering.     
Religieuze lijsten zijn in deze periode niet langer mini-versies van het kerkinterieur. Het motief van de gepunte arcades uit de gotiek wordt vervangen door horizontale structuren met architraven, friezen, corniches en pilasters. 
Een andere typische lijst is de Salvator Rosalijst ; welke een ojief vormige tussenband heeft. Tondo schilderijen kregen een afzonderlijke Tondolijst en werden dankzij het innovatieve werk van Sandro Botticelli versierd met blad- en bloemmotieven of fruitelementen.  
Kenmerken van Lodewijk XIII-lijsten (1601–1643) zijn doorlopende ornamenten in de vloeiende lijn. De ornamentering grijpt terug op klassieke motieven zoals acanthus, laurier en eikenbladeren. De lijsten zijn meestal vrij vlak zonder te veel profilering en daardoor niet al te dik. Lodewijk XIV-stijl (1643–1715) werd door de Franse architect Daniël Marot geïntroduceerd in de Nederlanden: statig, symmetrisch en decoratief met grote en zware ornamenten. De Lodewijk XV-stijl (1723–1774) kondigde de periode van de rococo aan: zwierig en asymmetrisch met de rocaille als belangrijkste motief, met vloeiende gebogen lijnen en opengewerkte ornamenten. Kort na het midden van de 18e eeuw ontstaat in Italië het Neoclassicisme, deze verspreidt zich snel over heel Europa. Deze stijl wordt ook wel aangeduid als Lodewijk XVI-stijl (1774–1792). De lijsten werden minder breed, waren sober en enkel bekleed met een versiering bovenaan van lintmotieven, pijlenkokers en zwaarden en symbolische bloemen.  